# Hammerschmiede (Rothenburg ob der Tauber)
Hammerschmiede ist ein Gemeindeteil der Großen Kreisstadt Rothenburg ob der Tauber im Landkreis Ansbach (Mittelfranken, Bayern). Hammerschmiede liegt in der Gemarkung Rothenburg ob der Tauber.

## Geografie
Die Einöde liegt an der Schandtauber. Ein Anliegerweg führt am Schandhof vorbei zur Staatsstraße 1022 (1 km nördlich) zwischen Rothenburg (1 km östlich) und Bossendorf (4,5 km westlich).

## Geschichte
Mit dem Gemeindeedikt (frühes 19. Jahrhundert) wurde der Ort dem Steuerdistrikt und der Munizipalgemeinde Rothenburg ob der Tauber zugeordnet.

### Baudenkmal
- Schandtaubertal: Ehemalige Hammerschmiede, Gebäude, teilweise Fachwerk, im Kern 16./17. Jahrhundert; ein hölzernes, zwei eiserne Schaufelräder; hölzernes Hammerwerk, renoviert 1825; mit Ausstattung; Fachwerkscheune, Krüppelwalm, 18. Jahrhundert; Wohngebäude, Fachwerkobergeschoss, bezeichnet „1778“.[6]

### Einwohnerentwicklung
| Jahr      | 001818 | 001840 | 001871 | 001885 | 001900 | 001925 | 001950 | 001961 | 001970 | 001987 |
| Einwohner | 6      | 7      | 13     | 8      | 5      | 5      | 8      | 3      | 3      | 2      |
| Häuser    | 2      | 2      |        | 2      | 2      | 2      | 2      | 1      |        | 1      |
| Quelle    | [ 8 ]  | [ 9 ]  | [ 10 ] | [ 11 ] | [ 12 ] | [ 13 ] | [ 14 ] | [ 15 ] | [ 16 ] | [ 1 ]  |

## Religion
Der Ort ist seit der Reformation evangelisch-lutherisch geprägt und bis heute nach St. Jakob (Rothenburg ob der Tauber) gepfarrt. Die Einwohner römisch-katholischer Konfession sind nach St. Johannis (Rothenburg ob der Tauber) gepfarrt.